# Vicky Larraz (álbum)
Vicky Larraz es el primer álbum de estudio (de nombre homónimo) de Vicky Larraz en solitario tras retirarse del grupo Olé Olé. Fue publicado en 1986 y cuenta con los éxitos "Rompamos el hielo", "Yo que nunca amé" y "Stop in the name of love".
Fue publicado después del álbum Voy a mil (1984) de Olé Olé, tras su retirada del grupo. Compuesto por ella misma y Steve Taylor. El sencillo de presentación fue Rompamos el hielo, una canción tecno pop publicada en 1985, que también se editó como maxisingle y como cara B, A voz en grito. 
Se extrajeron otros dos sencillos más, Yo que nunca amé como segundo single,  el cual contiene el tema Me olvidé como cara B, y una versión del clásico de The Supremes, Stop in the name of love como tercer y último sencillo del álbum.
En el año 2015 se edita el álbum recopilatorio Llévatelo todo, que contiene el CD remasterizado con dos canciones en inglés que no se publicaron hasta el momento.

## Lista de canciones
LP Original 1986
| #  | Título                   | Compositor(es)              | Duración |
| -- | ------------------------ | --------------------------- | -------- |
| 1  | Si llamo otra vez        | Steve Taylor / Vicky Larraz | 3:56     |
| 2  | Privado, prohibido       | Vicky Larraz                | 3:55     |
| 3  | Stop in the name of love | Vicky Larraz                | 3:33     |
| 4  | Quédate hoy              | Steve Taylor / Vicky Larraz | 2:52     |
| 5  | A voz en grito           | Steve Taylor / Vicky Larraz | 3:14     |
| 6  | Rompamos el hielo        | Vicky Larraz                | 3:32     |
| 7  | Me olvidé                | Steve Taylor / Vicky Larraz | 3:11     |
| 8  | Yo que nunca amé         | Cheni Navarro               | 3:46     |
| 9  | De sol a sol             | Steve Taylor / Vicky Larraz | 3:03     |
| 10 | Frío en Niza             | Steve Taylor / Vicky Larraz | 3:52     |

Llévatelo todo (Reedición 2015)
| #  | Título                                   | Compositor(es)              | Duración |
| -- | ---------------------------------------- | --------------------------- | -------- |
| 11 | Jeopardy (Si llamo otra vez)             | Steve Taylor / Vicky Larraz | 4:08     |
| 12 | A piece of my heart (Privado, prohibido) | R. Heatlie                  | 3:44     |